# Золотые монеты Царства Польского
Золотые монеты Царства Польского чеканились в период нахождения Царства Польского в составе Российской империи по решению Венского конгресса с 1815 по 1915 год. В основном монеты чеканились Варшавским монетным двором, после унификации Российской и Польской денежных систем с 1841 года чеканка проводилась и Петербургским монетным двором.
После присоединения к Российской империи в 1815 году Царство Польское первоначально сохранило свои денежную систему и особые монеты — злотые. В Варшаве чеканили золотые монеты с портретом императора Александра I достоинством 25 (в 1817—1819, 1822—1825 и 1828—1833 годы) и 50 (1817—1819, 1819—1823 и 1827—1829 годы) злотых.
Во время Польского восстания 1830—1831 годов проводилась чеканка так называемых «мя-
тежных» монет с польско-литовским гербом, которые использовались для закупки вооружения. Монеты имели небольшие отличия от голландских червонцев русской чеканки.
После подавления восстания началось постепенное включение денежного обращения Польши в состав Российского и в 1841 году в Царстве Польском была введена российская денежная система. Варшавский монетный двор чеканил российские золотые рубли (в 1842, 1846 и 1848—1849 годы).

## Монеты с изображением Александра I
Согласно указу Александра I от 19 ноября (1 декабря) 1815 года о монетной системе в Царстве Польском, сохранявшим существующую денежную единицу Польши — злотый и связывающий монетные системы Царства и России, из золота должны были чеканиться всего два вида монет: номиналами 25 и 50 злотых. Все эти монеты чеканились из золота 916 пробы Варшавским монетным двором в период с 1817 по 1833 годы при правлении Александра I, а после его смерти — Николая I. Были изъяты из обращения 1 мая 1847 года. Согласно золотомонетной системе двадцать пять и пятьдесят злотых основаны на кёльнской марке.
На аверсе был изображён профиль Александра I, на реверсе — двуглавый орёл, на груди которого располагался геральдический щит с одноглавым орлом — гербом Царства Польского. Первоначально Александр I был против размещения своего портрета на монете, так как на российских монетах, но всё-таки профиль было решено оставить, чтобы «польский народ, видя на монетах изображение своего монарха, привязывался» к нему. Все надписи на монетах были сделаны на польском языке. После вступления на престол Николая I в 1826 году, предполагалось заменить профиль Александра, но новый император отказался. Указом 23 апреля (3 мая) 1826 года портрет Александра был «навсегда» закреплён за монетой, к его титулу было добавлено воссоздатель королевства Польского, а на реверсе вместо герба стали чеканить номинал и титул Николая. Поскольку с годами менялись минцмейстеры монетного двора, то менялись и их инициалы на реверсе:
| Годы выпуска | Буквы | Минцмейстер                            |
| ------------ | ----- | -------------------------------------- |
| 1817—1825    | IB    | Якоб Беник (пол. Jacub Benik)          |
| 1827—1829    | FH    | Фридерик Гунгер (пол. Fryderyk Hunger) |
| 1832—1833    | KG    | Кароль Гронау (пол. Karol Gronau)      |

Из-за различий внешнего вида и характеристик монеты каждого номинала разделяют на три типа по периодам выпуска:
- Двадцать пять злотых:
  1. с 1817 по 1819 годы;
  2. с 1822 по 1825 годы;
  3. с 1828 по 1833 годы;
- Пятьдесят злотых:
  1. с 1817 по 1819 годы;
  2. с 1819 по 1823 годы;
  3. с 1827 по 1829 годы.

| Степень редкости от количества известных экземпляров | Степень редкости от количества известных экземпляров | Степень редкости от количества известных экземпляров | Степень редкости от количества известных экземпляров | Степень редкости от количества известных экземпляров | Степень редкости от количества известных экземпляров | Степень редкости от количества известных экземпляров | Степень редкости от количества известных экземпляров | Степень редкости от количества известных экземпляров | Степень редкости от количества известных экземпляров | Степень редкости от количества известных экземпляров |
| ---------------------------------------------------- | ---------------------------------------------------- | ---------------------------------------------------- | ---------------------------------------------------- | ---------------------------------------------------- | ---------------------------------------------------- | ---------------------------------------------------- | ---------------------------------------------------- | ---------------------------------------------------- | ---------------------------------------------------- | ---------------------------------------------------- |
| Степень редкости                                     | R                                                    | R1 или R1                                            | R2 или R2                                            | R3 или R3                                            | R4 или R4                                            | R5 или R5                                            | R6 или R6                                            | R7 или R7                                            | R8 или R8                                            | RR или R*                                            |
| Экземпляров                                          | 80 001—400 000                                       | 15 001—80 000                                        | 3001—15 000                                          | 601—3000                                             | 121—600                                              | 26—120                                               | 7—25                                                 | 4—6                                                  | 2—3                                                  | 1                                                    |

| Год  | Тираж, шт | Знак | Редкость | Номер в каталоге | Номер в каталоге | Номер в каталоге | Прим.                |
| Год  | Тираж, шт | Знак | Редкость | Биткин           | Конрос           | Plage            | Прим.                |
| ---- | --------- | ---- | -------- | ---------------- | ---------------- | ---------------- | -------------------- |
| 1817 | 96 164    | IB   | R2       | 812              | 461/1            | 11               | [ 8 ] [ 9 ] [ 10 ]   |
| 1818 | 54 627    | IB   | R2       | 813              | 461/2            | 12               | [ 11 ] [ 12 ]        |
| 1819 | 86 218    | IB   | R2       | 814              | 461/3            | 14               | [ 13 ] [ 14 ]        |
| 1822 | 1124      | IB   | R4       | 815              | 461/10           | 15               | [ 15 ] [ 16 ]        |
| 1823 | 479       | IB   | R5       | 816              | 461/11           | 16               | [ 17 ] [ 18 ]        |
| 1824 | 612       | IB   | R4       | 817              | 461/12           | 17               | [ 19 ] [ 20 ]        |
| 1825 | 636       | IB   | R5       | 818              | 461/13           | 18               | [ 21 ] [ 22 ]        |
| 1828 | 241       | FH   | R5       | 979              | 461/20           | 19               | [ 23 ] [ 24 ]        |
| 1829 | 1500      | FH   | R4       | 980              | 461/21           | 20               | [ 25 ] [ 26 ] [ 27 ] |
| 1832 | 152       | KG   | R5       | 981              | 461/22           | 21               | [ 28 ] [ 29 ]        |
| 1833 | 424       | KG   | R4       | 982              | 461/23           | 22               | [ 30 ] [ 31 ]        |
| Итог | 243 136   | —    | —        | —                | —                | —                | —                    |

| Год  | Тираж, шт | Знак | Редкость | Номер в каталоге | Номер в каталоге | Номер в каталоге | Прим.                |
| Год  | Тираж, шт | Знак | Редкость | Биткин           | Конрос           | Plage            | Прим.                |
| ---- | --------- | ---- | -------- | ---------------- | ---------------- | ---------------- | -------------------- |
| 1817 | 17 194    | IB   | R2       | 804              | 460/1            | 1                | [ 32 ] [ 33 ] [ 34 ] |
| 1818 | 50 040    | IB   | R2       | 805              | 460/2            | 2                | [ 35 ] [ 36 ]        |
| 1819 | 19 506    | IB   | R4       | 806              | 460/3            | 3                | Без буртика          |
| 1819 | 19 506    | IB   | R3       | 807              | 460/10           | 4                | С буртиком           |
| 1820 | 7098      | IB   | R3       | 808              | 460/11           | 4                | [ 40 ] [ 41 ]        |
| 1821 | 2683      | IB   | R4       | 809              | 460/12           | 6                | [ 42 ] [ 43 ]        |
| 1822 | 1610      | IB   | R4       | 810              | 460/13           | 7                | [ 44 ] [ 45 ]        |
| 1823 | 251       | IB   | R5       | 811              | 460/14           | 8                | [ 46 ] [ 47 ]        |
| 1827 | 299       | FH   | R5       | 977              | 460/20           | 9                | [ 48 ] [ 49 ]        |
| 1829 | 1890      | FH   | R3       | 978              | 460/21           | 10               | [ 25 ] [ 50 ] [ 51 ] |
| Итог | 100 571   | —    | —        | —                | —                | —                | —                    |

## Мятежные дукаты
Во время Польского восстания 1830—1831 годов одним из первых решений временного правительства было подчинение монетного двора для облегчения финансирования военных действий. Из золота, поступившего из заграницы, в 1831 году было выпущено около 164 тысяч польских дукатов, так называемых «лобанчиков» (копий дукатов Утрехта), которые пошли на закупку вооружения. Отличие польских монет 1831 года от петербургских заключалось в наличии около головы рыцаря одноглавого орла вместо кадуцея. Большая часть этих золотых монет после подавления восстания изымались царской властью и переплавлялись. Окончательно изъяты из обращения с 1 июня 1838 года.

## Монеты с двойным номиналом
В ноябре 1831 году российский император поручил министру финансов Егору Канкрину разработку проекта по введению в Польше русских денег, на что министр предложил ввести русские деньги с польской надписью и «приказать вести счёт рублями, а не флоринами», имея в виду польские злотые. Выпуск монет с обозначением номинала в двух денежных единицах начался в 1832 году. Указом от 1 мая 1834 года была учреждена золотая монета с двойным обозначением номинала — 3 рубля / 20 złotych. Монета чеканилась на Петербургском (до 1841 года) и на Варшавском (до 1840 года) монетных дворах. Всего было выпущено 203 410 штук. Вопреки своему же указу о сохранении изображения Александра I, Николай I распорядился заменить портрет российским гербом, чеканившимся на русских монетах.

## Рубли Николая I
3 сентября 1841 года Николаем I был издан царский указ по унификации денежной системы Царства Польского с денежной системой России. Вместо используемой с 1815 года в качестве основной единицы веса кёльнской марки, был введен русский фунт, а злотый перестал быть основной денежной единицей, вместе него стал использоваться рубль. Золотые пять рублей, идентичные отчеканенным в России (отличием было отсутствие знаков монетного двора на реверсе и наличие их на аверсе вместо инициалов минцмейстера), чеканились на Варшавском монетном дворе в 1842, 1846, 1848 и 1849 годах.